# Royale Union wallonne Ciney
Maillots
Actualités
Dernière mise à jour : 6 août 2018.
La Royale Union Wallonne Ciney est un club de football belge basé à Ciney. Le club est fondé en 1924, et porte le matricule 460. Il évolue en Division 3 Amateur lors de la saison 2022-2023. C'est sa 34e saison jouée dans les séries nationales, dont 8 l'ont été au troisième niveau.

## Historique
Le club est fondé en 1924 sous le nom de Football Club Union wallonne Ciney. Il s'affilie à l'Union belge le 21 janvier 1925, qui le verse dans les séries régionales namuroises. En décembre 1926, il reçoit le matricule 460.
Ciney atteint les divisions nationales pour la première fois en 1942. Après trois saisons en Promotion, à l'époque troisième et dernier niveau national, il est relégué en provinciales en 1946. Il remonte un an plus tard en Promotion, mais est directement relégué. Le 30 mars 1951, le club est reconnu « Société royale », et change son appellation officielle en Royale Union wallonne Ciney.
Après dix-sept saisons dans les divisions provinciales, la « RUW » revient en Promotion, devenue le quatrième niveau national, en 1965. Ce retour est de courte durée, le club finit dernier dans sa série et doit donc retourner en première provinciale. Il revient une nouvelle fois en Promotion en 1969, et assure son maintien de peu la première saison. Le club progresse les deux saisons suivantes, jusqu'à finir vice-champion en 1972, à dix points de Waremme. Le club ne confirme pas cette performance les années suivantes, et est relégué trois ans plus tard après avoir fini dernier de sa série.
Ciney remonte à nouveau en Promotion en 1980. Lors de sa deuxième saison, il est vice-champion pour la deuxième fois, à seulement deux points du champion Diegem. Le club reste dans le sub-top de la quatrième division durant plusieurs années, finissant pour la troisième fois à la deuxième place en 1985, devancé de trois points par Hannut. C'est le dernier fait d'armes de la décennie pour le club, qui est relégué en provinciales deux ans plus tard. Il revient en nationales en 1992, mais n'y reste que deux saisons.
Il faut attendre l'année 2005 pour revoir le club cinacien en Promotion. Au terme de sa première saison, il assure son maintien de justesse via les barrages, où il dispose du Rapide Club Lebbeke. Le club améliore ses résultats les deux saisons suivantes, et parvient à se qualifier pour le tour final pour la montée en 2008. Il y est néanmoins éliminé dès le premier tour par Woluwe-Zaventem. La saison suivante, le club connaît un destin inverse. À nouveau barragiste, il assure son maintien par une victoire sur l'Esperanza Neerpelt en barrages.

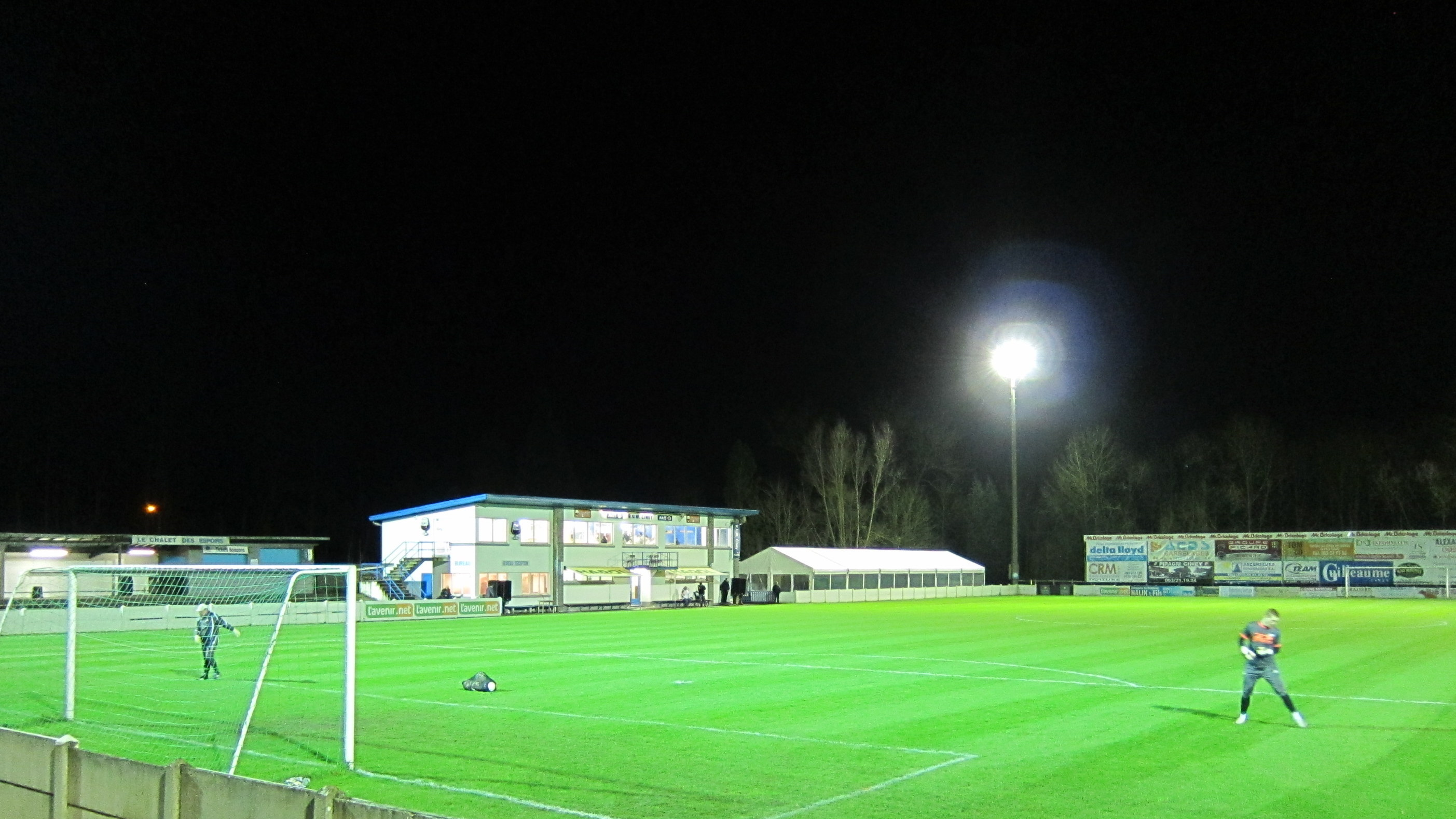
Le stade J. Lambert

La RUW Ciney réalise une bonne saison en 2009-2010, finissant pour la quatrième fois vice-champion, à bonne distance toutefois du champion Bertrix, qui terminer avec une confortable avance de seize points. Il se qualifie ainsi pour la deuxième fois pour le tour final, où il est à nouveau éliminé dès le premier tour par Grimbergen. À la suite de plusieurs fusions et radiations dans les divisions inférieures, un match de classement est organisé entre battus au cas où de nouvelles places seraient libérées en troisième division. Ciney subit une nouvelle défaite des œuvres de Zottegem et perd ainsi toute chance de rejoindre le niveau supérieur. Il loupe de peu la qualification pour le tour final la saison suivante, puis démarre en trombe la saison 2011-2012, remportant la première tranche. Déjà assuré ainsi de participer au minimum au tour final, Ciney continue sur sa lancée, et décroche son premier titre de champion dans une série nationale à quatre journées de la fin. Le club monte ainsi en troisième division, un niveau qu'il n'avait plus atteint depuis 66 ans. Il y restera durant quatre saisons, avant d'être relégué.
De retour dans les séries provinciales durant la pandémie de Covid19, la RUW Ciney coiffe à nouveau les lauriers au terme de la saison 2021-2022, avec un bilan de 76 points sur 90, et vingt unités d'avance sur son dauphin Grand-Leez. Le club du Condroz réintègre la Division 3 Amateur ACFF lors de la saison 2022-2023. Il y termine à la dixième place, assurant ainsi son maintien à ce niveau.

## Résultats dans les divisions nationales
Statistiques mises à jour le 30 juin 2018

### Palmarès
- 1 fois champion de Promotion en 2012

### Bilan
| Niv | Divisions     | Jouées | Titres | TM Up | TM Down |
| --- | ------------- | ------ | ------ | ----- | ------- |
| I   | 1re nationale | 0      | 0      |       |         |
| II  | 2e nationale  | 0      | 0      |       |         |
| III | 3e nationale  | 8      | 0      |       |         |
| IV  | 4e nationale  | 25     | 1      | 2     | 2       |
| V   | 5e nationale  | 0      | 0      |       |         |
|     |               |        |        |       |         |
|     | TOTAUX        | 33     | 1      | 2     | 2       |

- TM Up : test-match pour départager des égalités, ou toutes formes de Barrages ou de Tour final pour une montée éventuelle.
- TM Down : test-match pour départager des égalités, ou toutes formes de Barrages ou de Tour final pour le maintien.

### Classements saison par saison
| Ordre                                   | Saison  | Nom du club | Niveau                  | Classement final | Remarques          |
| --------------------------------------- | ------- | ----------- | ----------------------- | ---------------- | ------------------ |
| 1                                       | 1942-43 | FC UW Ciney | Promotion (D3) série B  | 10e/13           |                    |
| 2                                       | 1943-44 | FC UW Ciney | Promotion (D3) série C  | 10e/14           |                    |
| compétitions interrompues par la guerre |         |             |                         |                  |                    |
| 3                                       | 1945-46 | FC UW Ciney | Promotion (D3) série D  | 18e/18           | Relégué!           |
| séries provinciales                     |         |             |                         |                  |                    |
| 4                                       | 1947-48 | FC UW Ciney | Promotion (D3) série B  | 15e/16           | Relégué!           |
| séries provinciales                     |         |             |                         |                  |                    |
| 5                                       | 1965-66 | RUW Ciney   | Promotion série A       | 16e/16           | Relégué!           |
| séries provinciales                     |         |             |                         |                  |                    |
| 6                                       | 1969-70 | RUW Ciney   | Promotion série A       | 13e/16           |                    |
| 7                                       | 1970-71 | RUW Ciney   | Promotion série B       | 7e/16            |                    |
| 8                                       | 1971-72 | RUW Ciney   | Promotion série B       | 2e/16            | [ saisons 1 ]      |
| 9                                       | 1972-73 | RUW Ciney   | Promotion série A       | 10e/16           |                    |
| 10                                      | 1973-74 | RUW Ciney   | Promotion série B       | 13e/16           |                    |
| 11                                      | 1974-75 | RUW Ciney   | Promotion série C       | 16e/16           | Relégué!           |
| séries provinciales                     |         |             |                         |                  |                    |
| 12                                      | 1980-81 | RUW Ciney   | Promotion série C       | 7e/16            |                    |
| 13                                      | 1981-82 | RUW Ciney   | Promotion série B       | 2e/16            | [ saisons 2 ]      |
| 14                                      | 1982-83 | RUW Ciney   | Promotion série C       | 6e/16            |                    |
| 15                                      | 1983-84 | RUW Ciney   | Promotion série D       | 6e/16            |                    |
| 16                                      | 1984-85 | RUW Ciney   | Promotion série D       | 2e/16            | [ saisons 3 ]      |
| 17                                      | 1985-86 | RUW Ciney   | Promotion série C       | 9e/16            |                    |
| 18                                      | 1986-87 | RUW Ciney   | Promotion série D       | 15e/16           | Relégué!           |
| séries provinciales                     |         |             |                         |                  |                    |
| 19                                      | 1992-93 | RUW Ciney   | Promotion série D       | 13e/16           |                    |
| 20                                      | 1993-94 | RUW Ciney   | Promotion série D       | 15e/16           | Relégué!           |
| séries provinciales                     |         |             |                         |                  |                    |
| 21                                      | 2005-06 | RUW Ciney   | Promotion série D       | 13e/16           | Barrages!          |
| 22                                      | 2006-07 | RUW Ciney   | Promotion série D       | 8e/16            |                    |
| 23                                      | 2007-08 | RUW Ciney   | Promotion série D       | 4e/16            | Tour final!        |
| 24                                      | 2008-09 | RUW Ciney   | Promotion série D       | 13e/16           | Barrages!          |
| 25                                      | 2009-10 | RUW Ciney   | Promotion série D       | 2e/16            | Tour final!        |
| 26                                      | 2010-11 | RUW Ciney   | Promotion série D       | 5e/16            |                    |
| 27                                      | 2011-12 | RUW Ciney   | Promotion série D       | 1er/16           | Champion et promu! |
| 28                                      | 2012-13 | RUW Ciney   | Division 3 série B      | 11e/19           |                    |
| 29                                      | 2013-14 | RUW Ciney   | Division 3 série B      | 10e/18           |                    |
| 30                                      | 2014-15 | RUW Ciney   | Division 3 série B      | 4e/18            | [ saisons 8 ]      |
| 31                                      | 2015-16 | RUW Ciney   | Division 3 série B      | 5e/19            | Relégué!           |
| 32                                      | 2016-17 | RUW Ciney   | Division 2 Amateur ACFF | 11e/16           |                    |
| 33                                      | 2017-18 | RUW Ciney   | Division 2 Amateur ACFF | 13e/16           |                    |
| 34                                      | 2018-19 | RUW Ciney   | Division 2 Amateur ACFF | 16e/16           | Relégué!           |
| 35                                      | 2019-20 | RUW Ciney   | Division 3 Amateur ACFF | 16e/16           | Relégué!           |
| 36                                      | 2020-21 | RUW Ciney   | P1 Namuroise            | /                | Interruption Covid |
| 37                                      | 2021-22 | RUW Ciney   | P1 Namuroise            | 1e/16            | Champion et promu  |
| 38                                      | 2022-23 | RUW Ciney   | Division 3 Amateur ACFF | 10e/16           |                    |

## Anciens joueurs connus
- Thibaut Detal, ancien joueur du Sporting de Charleroi, ayant évolué plusieurs saisons en première division a joué à Ciney de 2010 à 2014.
- Jérémy De Vriendt, ancien joueur du Standard de Liège et du FC Malines, a joué à Ciney lors de la saison 2016-2017.
- Jérôme Colinet, ancien joueur de Roda JC et de la KAS Eupen, a joué à Ciney lors de la saison 2017-2018.
- Vittorio Villano, ancien joueur du Sporting de Charleroi et du Standard de Liège, joue à Ciney depuis 2019.